# Arrondissements de la Corrèze

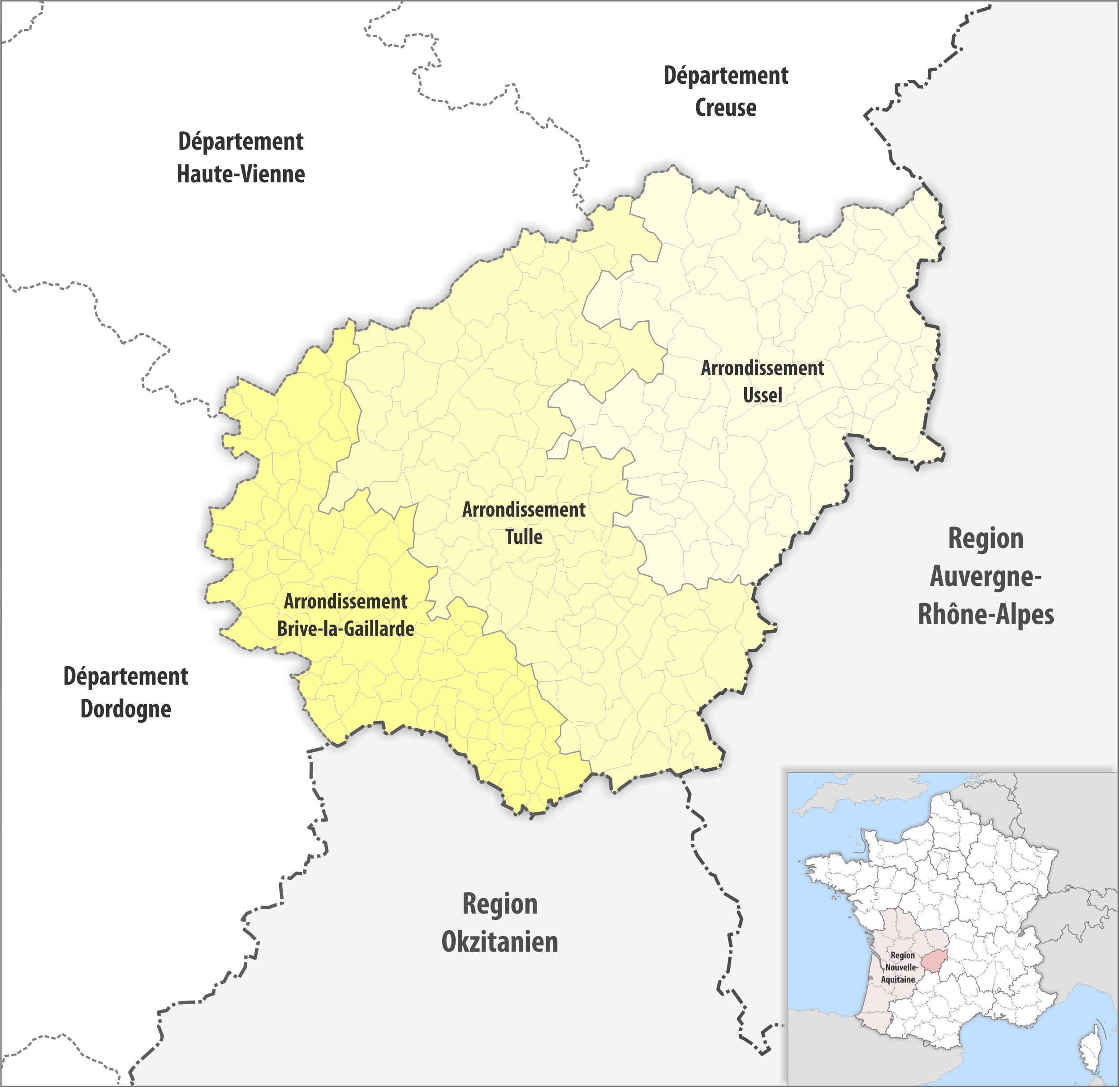
Les trois arrondissements de la Corrèze.

Depuis 1943, le département français de la Corrèze est subdivisé en trois arrondissements.

## Composition
| Nom                                  | Code Insee | Superficie (km2) | Population (dernière pop. légale) | Densité (hab./km2) | Modifier             |
| ------------------------------------ | ---------- | ---------------- | --------------------------------- | ------------------ | -------------------- |
| Arrondissement d'Ussel               | 193        | 2 021,90         | 40 236 (2022)                     | 20                 | modifier les données |
| Arrondissement de Brive-la-Gaillarde | 191        | 1 471,20         | 129 574 (2022)                    | 88                 | modifier les données |
| Arrondissement de Tulle              | 192        | 2 363,70         | 70 310 (2022)                     | 30                 | modifier les données |
| Corrèze                              | 19         | 5 857,00         | 240 120 (2022)                    | 41                 | modifier les données |

## Histoire
- 1790 : création du département avec quatre districts : Brive, Tulle, Ussel, Uzerche.
- 1800 : création des arrondissements : Brive, Tulle, Ussel.
- 1926 : suppression de l'arrondissement d'Ussel.
- 1943 : restauration de l'arrondissement d'Ussel.
- En mars 2015, à la suite du redécoupage cantonal de 2014[1], alors qu'auparavant toutes les communes d'un même canton étaient intégralement incluses à l'intérieur d'un seul arrondissement, trois cantons se trouvent répartis sur deux arrondissements.